# Dicranomyia pallidinota
Dicranomyia pallidinota là một loài ruồi trong họ Limoniidae. Chúng phân bố ở miền Cổ bắc.